# Szervánszky Jenő
Szervánszky Jenő (Cegléd, 1906. szeptember 20. – London, 2005. március 20.) magyar festő.

## Élete, munkássága
A zenészcsaládból származó Szervánszky Jenő, szakítva a családi hagyományokkal tanulmányait 1929-1935 között a Képzőművészeti Főiskolán végezte, ahol Glatz Oszkár növendéke volt. Képeit 1930-tól kezdte rendszeresen kiállítani Budapesten, vidéken és Angliában. 1951-től hat évig tanított az Iparművészeti Főiskolán, ahonnan az 1956-os szerepvállalása miatt menesztették. Ezután hosszú ideig reklámgrafikák készítésével tartotta fenn magát. 1975-től vidéken, Budapesten és Angliában több egyéni kiállításon mutatkozott be. 2006-ban rendezték meg emlékkiállítását Budapesten, a Ráday Galériában. 2005-ben Londonban hunyt el 99 éves korában, ahová lányát ment meglátogatni, de Magyarországon helyezték végső nyugalomra a Farkasréti temetőben.
Két öccse: Szervánszky Péter hegedűművész és Szervánszky Endre zeneszerző; lánya: Szervánszky Valéria, 1986 óta Londonban élő zongoraművész.

## Egyéni kiállításai
- 1975 • Kodály körönd, Budapest
- 1976 • Helikon Galéria, Budapest
- 1977 • Művelődési Ház, Kalocsa
- 1983 • Medgyessy Terem, Debrecen
- 1985 • Csepel Galéria, Budapest • Alderchot
- 1992 • Fáklya Klub, Budapest
- 1999 • Művelődési Központ, Érd

## Külső hivatkozások
- A Kieselbach Galéria honlapján
- Az artportal.hu-n[halott link]